# Cambodia's Next Top Model (prima edizione)
La prima edizione di "Cambodia's Next Top Model" va in onda sul canale MYTV dal 14 novembre 2014 sotto la conduzione della modella cambogiana Yok Chenda, la quale figura anche in veste di giurata, affiancata  da volti noti della tv e della moda cambogiana come Kouy Chandanich, Remy Hou, and Chem Vuth Sovin.

Il cast è composto da aspiranti modelle provenienti da ogni parte del Paese, di età compresa tra 18 e 27 anni.

Le riprese hanno avuto inizio il 16 giugno 2014 e si sono protratte per circa un mese, nel quale il pubblico di Facebook ha avuto modo di conoscere le 50 semifinaliste (ridotte seguentemente a 35, poi a 25).

La vincitrice, la ventiduenne Chan Kong Kar, da Banteay Meanchey, ha portato a casa un premio in denaro di $10,000, l'opportunità di un servizio fotografico e copertina per la rivista cambogiana "Sovrin" e un contratto come testimonial per "The Place Gym" a Phnom Penh.

## Concorrenti
(L'età si riferisce al tempo della messa in onda)
In ordine di eliminazione
| Concorrente                   | Età | Residenza        | Altezza | Posizione                                                 |
| ----------------------------- | --- | ---------------- | ------- | --------------------------------------------------------- |
| Pheng Sombath Meas            | 19  | Phnom Penh       | 165 cm  | Ritirata nell'episodio 1                                  |
| Hang Sreypov                  | 27  | Siem Reap        | 175 cm  | Ritirate nell'episodio 2                                  |
| Veun Ostin                    | 19  | Phnom Penh       | 167 cm  | Ritirate nell'episodio 2                                  |
| Kheang Kanika                 | 22  | Phnom Penh       | 167 cm  | Eliminata nell'episodio 2                                 |
| Suon Daroth                   | 23  | Phnom Penh       | 165 cm  | Eliminata nell'episodio 3                                 |
| Trinh Phalla                  | 26  | Phnom Penh       | 165 cm  | Entrata in gara nell'episodio 2 Ritirata nell'episodio 4  |
| Peng Thida                    | 24  | Pailin           | 172 cm  | Eliminata nell'episodio 5                                 |
| Tang Sovannak Phoung          | 27  | Phnom Penh       | 165 cm  | Entrata in gara nell'episodio 2 Eliminata nell'episodio 6 |
| Kim Karona                    | 19  | Phnom Penh       | 166 cm  | Eliminata nell'episodio 7                                 |
| Prem Prey Sovothana "Vothana" | 22  | Phnom Penh       | 176 cm  | Eliminata nell'episodio 8                                 |
| Srun Kunthy                   | 20  | Phnom Penh       | 166 cm  | Eliminata nell'episodio 9                                 |
| Moun Mich Samnang             | 18  | Phnom Penh       | 169 cm  | Eliminata nell'episodio 10                                |
| Meung Sopheak                 | 22  | Phnom Penh       | 165 cm  | Eliminata nell'episodio 12                                |
| Nin Malyneth                  | 21  | Phnom Penh       | 172 cm  | Eliminata nell'episodio 13                                |
| Hang Soriyan                  | 21  | Phnom Penh       | 165 cm  | Eliminata nell'episodio 14                                |
| Lun Bodalis "Dalis"           | 23  | Phnom Penh       | 165 cm  | Eliminata nell'episodio 17                                |
| Ke Chankesey "Kesey"          | 25  | Kampong Thom     | 168 cm  | Seconda classificata                                      |
| Chan Kong Kar                 | 22  | Banteay Meanchey | 169 cm  | Vincitrice                                                |

## Riassunti

### Ordine di chiamata
| Order | Episodi  | Episodi  | Episodi  | Episodi  | Episodi  | Episodi  | Episodi  | Episodi  | Episodi  | Episodi  | Episodi  | Episodi  | Episodi  | Episodi  | Episodi  |  |
| Order | 1        | 2        | 3        | 4        | 5        | 6        | 7        | 8        | 9        | 10       | 11       | 12       | 13       | 14       | 17       |  |
| ----- | -------- | -------- | -------- | -------- | -------- | -------- | -------- | -------- | -------- | -------- | -------- | -------- | -------- | -------- | -------- |  |
| 1     | Kunthy   | Samnang  | Sopheak  | Kesey    | Kong Kar | Kesey    | Soriyan  | Dalis    | Dalis    | Soriyan  | Kong Kar | Kong Kar | Kong Kar | Kong Kar | Kong Kar |  |
| 2     | Vothana  | Soriyan  | Malyneth | Phalla   | Soriyan  | Sopheak  | Malyneth | Soriyan  | Sopheak  | Kong Kar | Kesey    | Dalis    | Kesey    | Kesey    | Kesey    |  |
| 3     | Thida    | Kong Kar | Soriyan  | Kong Kar | Sopheak  | Soriyan  | Dalis    | Kesey    | Soriyan  | Dalis    | Sopheak  | Soriyan  | Soriyan  | Dalis    | Dalis    |  |
| 4     | Daroth   | Malyneth | Kesey    | Dalis    | Kesey    | Dalis    | Kong Kar | Kunthy   | Kesey    | Kesey    | Soriyan  | Kesey    | Dalis    | Soriyan  |          |  |
| 5     | Karona   | Thida    | Kunthy   | Samnang  | Kunthy   | Kong Kar | Kesey    | Malyneth | Samnang  | Malyneth | Dalis    | Malyneth | Malyneth |          |          |  |
| 6     | Soriyan  | Phalla   | Samnang  | Sopheak  | Samnang  | Samnang  | Samnang  | Sopheak  | Kong Kar | Sopheak  | Malyneth | Sopheak  |          |          |          |  |
| 7     | Ostin    | Kesey    | Vothana  | Karona   | Karona   | Kunthy   | Vothana  | Samnang  | Malyneth | Samnang  |          |          |          |          |          |  |
| 8     | Dalis    | Kunthy   | Dalis    | Soriyan  | Malyneth | Malyneth | Kunthy   | Kong Kar | Kunthy   |          |          |          |          |          |          |  |
| 9     | Sreypov  | Sopheak  | Phalla   | Vothana  | Dalis    | Vothana  | Sopheak  | Vothana  |          |          |          |          |          |          |          |  |
| 10    | Malyneth | Dalis    | Kong Kar | Kunthy   | Phoung   | Karona   | Karona   |          |          |          |          |          |          |          |          |  |
| 11    | Kanika   | Karona   | Phoung   | Phoung   | Vothana  | Phoung   |          |          |          |          |          |          |          |          |          |  |
| 12    | Meas     | Daroth   | Karona   | Malyneth | Thida    |          |          |          |          |          |          |          |          |          |          |  |
| 13    | Kesey    | Phoung   | Thida    | Thida    |          |          |          |          |          |          |          |          |          |          |          |  |
| 14    | Samnang  | Vothana  | Daroth   |          |          |          |          |          |          |          |          |          |          |          |          |  |
| 15    | Kong Kar | Kanika   |          |          |          |          |          |          |          |          |          |          |          |          |          |  |
| 16    | Sopheak  | Ostin    |          |          |          |          |          |          |          |          |          |          |          |          |          |  |
| 17    |          | Sreypov  |          |          |          |          |          |          |          |          |          |          |          |          |          |  |

- Nel primo episodio, subito dopo l'annuncio delle 15 finaliste, Meas decide di lasciare la gara e viene sostituita immediatamente da Sopheak
- All'inizio dell'episodio 2, Chenda annuncia il ritiro volontario di Ostin e Sreypov, presentando le loro due sostitute, Phalla e Phoung
- Nell'episodio 4, Phalla viene chiamata come seconda classificata, ma decide di abbandonare la gara; Malyneth e Thida sono a rischio eliminazione, ma nessuna delle due viene eliminata
- Nell'episodio 11, Dalis e Malyneth sono a rischio eliminazione, ma entrambe vengono salvate
- L'episodio 15 è il riassunto dei precedenti
- L'episodio 16 è un'intervista speciale alle concorrenti eliminate in precedenza
- Nell'episodio 17, Dalis viene prima dichiarata terza classificata; in seguito, dopo un altro servizio fotografico, Kong Kar viene proclamata vincitrice

     La concorrente è eliminata
     La concorrente ha abbandonato la gara
     La concorrente entra in sostituzione di un'altra
     La concorrente è parte di una non eliminazione
     La concorrente ha vinto la gara

### Photoshoots
- Episodio 1: Fotografie promozionali per Levi's
- Episodio 2: Beauty shots immerse in una vasca piena d'acqua e fiori
- Episodio 3: In posa con ragni e rettili
- Episodio 4: In posa con motociclette "Harley Davidson"
- Episodio 5: Atlete di boxe per la "Adidas"
- Episodio 6: Servizio fotografico su un trampolino
- Episodio 7: Fate in mezzo alla foresta
- Episodio 8: Servizio fotografico con schizzi di vernice
- Episodio 9: Servizio fotografico in coppia con un modello
- Episodio 10: Alba su una canoa in mezzo ad un fiume
- Episodio 11: Borse "Pedro" su un trampolino
- Episodio 12: Pubblicità rossetto "Nature Republic Creamy"
- Episodio 13: Attrici
- Episodio 14: Dee cambogiane
- Episodio 17: Copertina rivista "Sovrin"; servizio fotografico sul palco